# Coupe de la Ligue d'Irlande de football 2014
Navigation
Édition précédente Édition suivante
La 41e coupe de la Ligue d'Irlande de football, connue aussi de par son contrat de sponsoring sous le nom d’EA Sports Cup se tient entre le 10 mars 2014 et le mois de septembre 2014. Le Shamrock Rovers Football Club remet en jeu son titre obtenu en 2013. La compétition est remportée pour la cinquième fois de son histoire par le Dundalk Football Club.
24 équipes disputent la compétition : les dix équipes de la Premier Division, sept équipes de la First Division et cinq équipes amateurs invitées : Cockhill Celtic, la sélection de Mayo League, Crumlin United, Avondale United et Mervue United.
Pour les deux premiers tours les équipes sont réparties en quatre groupes régionaux au sein desquels elles vont se rencontrer en vue de la qualification au troisième tour. Les matchs sont désignés par un tirage au sort

## Équipes
| Poule 1                                                                                               | Poule 2                                                                                 | Poule 3                                                                                          | Poule 4                                                                                             |
| --- | --------------------------------------------------------------------------------------- | ------------------------------------------------------------------------------------------------ | --------------------------------------------------------------------------------------------------- |
| - Cork City FC - Limerick FC - Cobh Ramblers FC - Waterford United - Wexford Youths - Avondale United | - Derry City FC - Cockhill Celtic - Finn Harps - Galway FC - Mayo League - Sligo Rovers | - Bray Wanderers - Shelbourne - Dundalk FC - St. Patrick's Athletic FC - Bohemian FC - UC Dublin | - Athlone Town - Longford Town - Mervue United - Shamrock Rovers - Drogheda United - Crumlin United |

## Premier tour
Le premier tour est programmé pour le 10 mars.

### Groupe 1
| Club             | Score | Club            | Lieu de la rencontre | Date    |
| ---------------- | ----- | --------------- | -------------------- | ------- |
| Cork City FC     | 4-0   | Limerick FC     |                      | 10 mars |
| Waterford United | 2-1   | Avondale United |                      | 10 mars |

### Groupe 2
| Club           | Score     | Club            | Lieu de la rencontre | Date    |
| -------------- | --------- | --------------- | -------------------- | ------- |
| Finn Harps     | 3-2       | Cockhill Celtic | Castlebar            | 10 mars |
| Crumlin United | 1-3 (app) | Drogheda United |                      | 10 mars |

### Groupe 3
| Club          | Score     | Club           | Lieu de la rencontre | Date    |
| ------------- | --------- | -------------- | -------------------- | ------- |
| Shelbourne FC | 2-5 (app) | Bray Wanderers | Tolka Park           | 10 mars |
| Athlone Town  | 0-1       | Longford Town  | Tolka Park           | 10 mars |

### Groupe 4
| Club      | Score | Club        | Lieu de la rencontre | Date    |
| --------- | ----- | ----------- | -------------------- | ------- |
| UC Dublin | 0-3   | Bohemian FC |                      | 10 mars |
| Galway FC | 1-0   | Mayo League |                      | 10 mars |

## Deuxième tour
Les matchs ont lieu les 5 et 6 mai 2014.

### Groupe 1
| Club              | Score | Club             | Lieu de la rencontre | Date  |
| ----------------- | ----- | ---------------- | -------------------- | ----- |
| Cork City FC      | 2-0   | Waterford United | Turners Cross        | 5 mai |
| Wexford Youths FC | 1-0   | Cobh Ramblers FC | Ferrycarrig Park     | 5 mai |

### Groupe 2
| Club            | Score | Club            | Lieu de la rencontre | Date  |
| --------------- | ----- | --------------- | -------------------- | ----- |
| Galway FC       | 1-0   | Finn Harps      | Eamonn Deacy Park    | 5 mai |
| Drogheda United | 1-2   | Shamrock Rovers | United Park          | 5 mai |

### Groupe 3
| Club           | Score | Club          | Lieu de la rencontre | Date  |
| -------------- | ----- | ------------- | -------------------- | ----- |
| Longford Town  | 2-0   | Mervue United | City Calling Stadium | 6 mai |
| Bray Wanderers | 0-3   | Dundalk FC    | Carlisle Grounds     | 5 mai |

### Groupe 4
| Club         | Score | Club                      | Lieu de la rencontre | Date  |
| ------------ | ----- | ------------------------- | -------------------- | ----- |
| Bohemian FC  | 3-2   | St. Patrick's Athletic FC | Dalymount Park       | 6 mai |
| Sligo Rovers | 0-1   | Derry City FC             | The Showgrounds      | 5 mai |

## Quarts de finale
| Quart de finale 1 | Derry City FC | 1-2   | Dundalk FC               |  |  |
|                   | McEleney 82e  | (0-1) | McMillan 26e · Byrne 74e |  |  |

| Quart de finale 2 | Wexford Youths FC | 1-1   | Galway FC |  |
|                   |                   | (0-0) |           |  |
|                   | Tirs au but 4 - 3 |       |           |  |

| Quart de finale 3 | Longford Town | 0-2   | Bohemian FC              |  |  |
|                   |               | (0-1) | Corcoran 43e · Byrne 87e |  |  |

Le match entre les Shamrock Rovers et Cork City est reporté pour cause d'intempérie. Il se déroule le 21 juillet.
| Quart de finale 4 | Shamrock Rovers | 2-0 | Cork City FC |  |  |
| 21 juillet 2014   |                 | (-) |              |  |  |

## Demi-finales
| Demi-finale 1     | Dundalk FC                                    | 5-0   | Wexford Youths FC | Oriel Park |  |
| 4 août 2014 17:00 | Griffin 24e · Ward 43e · McMillan 79e 82e 93e | (2-0) |                   |            |  |
| 4 août 2014 17:00 | Résumé                                        |       |                   |            |  |

| Demi-finale 2     | Bohemian FC | 0-2   | Shamrock Rovers       | Dalymount Park |  |
| 4 août 2014 19:30 |             | (0-1) | Waters 8e · Kelly 54e |                |  |
| 4 août 2014 19:30 | Résumé      |       |                       |                |  |

## Finale
| Finale                  | Dundalk FC                | 3-2   | Shamrock Rovers              | Oriel Park |  |
| 20 septembre 2014 17:45 | Massey 4e 46e · Hoban 49e | (1-1) | McGuinness 28e · Kilduff 76e |            |  |
| 20 septembre 2014 17:45 | Rapport                   |       |                              |            |  |